# Idioma amami
El amami (奄美語) es una lengua ryukyuense hablada por 30 000 personas en las islas Amami, al sur de Kyushu (Japón). Está emparentado al uchināguchi.

## Clasificación
El habla de Amami es considerado a menudo como un dialecto muy distante del idioma japonés, pero hay también quien lo considera una lengua aparte.

## Variedades
- Amami-Oshima（シマユムタ）
  - Lado de el mar de China Oriental:
  - Akatana
  - Uken (宇検)
  - Yamato (大和)
  - Lado de el océano Pacífico
  - Kominato(Komi)
  - Sumiyō Norteño
  - Sumiyō Sureño
- Toku-No-Shima（シマユミィタ）
- Kikai（シマユミタ）